# Куэнка, Хорхе
Хорхе́ Куэ́нка Баррено (исп. Jorge Cuenca Barreno; родился 17 ноября 1999 года, Мадрид, Испания) — испанский футболист, защитник клуба «Фулхэм».

## Клубная карьера
Хорхе Куэнка является воспитанником «Алькоркона». За клуб дебютировал в матче против «Эльче». Всего за клуб (и его дубль) Куэнка сыграл 13 матчей.
18 июля 2017 года за 400 тысяч евро перешёл в «Барселону». За дубль дебютировал в матче против «Луго». В матче против «Вильярреал B» забил свой первый гол. 31 октября 2018 года Хорхе Куэнка сыграл единственный матч за «Барселону» в Кубке Испании против «Культураль Леонеса», выйдя в старте и был заменён на 61-й минуте на Клемана Лангле. Всего за «Барселону B» Куэнка сыграл 69 матчей, где забил 3 мяча.
21 сентября 2020 года за 2,5 млн евро перешёл в «Вильярреал», где тут же был отдан в аренду в «Альмерию». За клуб дебютировал в матче против «Луго». Свой первый гол забил в ворота «Райо Вальекано». Всего за «Альмерию» Хорхе Куэнка сыграл 37 матчей, где забил 3 мяча.
30 августа 2021 года был отдан в аренду в «Хетафе». За клуб дебютировал в матче против «Эльче». Свой первый гол забил в ворота «Кадиса». Всего за клуб сыграл 32 матча, где забил 1 мяч.
30 июня 2022 года вернулся из аренды. За «Вильярреал» дебютировал в матче против «Хайдука».

## Карьера в сборной
За сборную Испании до 19 лет Хорхе Куэнка сыграл 7 матчей. На молодёжном чемпионате Европы сыграл все пять матчей, забил решающий гол в свои ворота в матче с Португалией. Вызывался в сборную Испании на матч с Литвой после обнаружения коронавируса у Серхио Бускетса.

## Достижения

### Вильярреал
- Серебряный призёр Суперкубка УЕФА: 2021

### Барселона
- Финалист Кубка Испании: 2018/2019[14]